# Przemysław Saleta
Przemysław Saleta (ur. 7 marca 1968 we Wrocławiu) – polski kickbokser i bokser wagi ciężkiej, mistrz świata w kick-boxingu, a także mistrz Polski, Europy i interkontynentalny w zawodowym boksie, aktor, osobowość telewizyjna.

## Wczesne lata
Lata młodości spędził w Bystrzycy Kłodzkiej.
W latach 1986–1990 studiował handel zagraniczny na Wydziale Handlu Zagranicznego Szkoły Głównej Planowania i Statystyki, zaś od 1990 wychowanie fizyczne w Akademii Wychowania Fizycznego Józefa Piłsudskiego w Warszawie. Był też studentem Szkoły Głównej Gospodarstwa Wiejskiego w Warszawie. Żadnego kierunku studiów nie ukończył.

## Kariera sportowa
W młodości startował z sukcesami w kick-boxingu, w formule full contact.
W 1991 rozpoczął starty w zawodowym boksie. W 2002 osiągnął największy sukces w karierze, gdy pokonał w Dortmundzie przez techniczny nokaut Luana Krasniqi, zdobywając mistrzostwo Europy EBU w wadze ciężkiej. Tytuł stracił niecałe trzy miesiące później na rzecz Sinana Şamila Sama. Do 2006 stoczył łącznie 50 walk, z czego wygrał 43 (21 przez nokaut).
W 2007 podpisał kontrakt z organizacją Konfrontacja Sztuk Walki i zadebiutował w mieszanych sztukach walki (stoczył dwa pojedynki). Choć w 2010, po wygranej z Marcinem Najmanem zapowiedział, że była to prawdopodobnie jego ostatnia walka w karierze, 5 listopada 2011 powrócił, aby stoczyć rewanż z Najmanem na zasadach K-1 podczas gali MMA Attack 1. Zwyciężył w pierwszej rundzie wskutek kontuzji Najmana. Następnie, 23 lutego 2013 w Ergo Arenie w Gdańsku pokonał Andrzeja Gołotę poprzez nokaut w szóstej rundzie. Był to pojedynek pożegnalny boksera z zawodową karierą. 26 września 2015 w Łodzi przegrał przed czasem z Tomaszem Adamkiem (50-4, 30 KO) – w przerwie przed szóstą rundą poddał się z powodu kontuzji barku.

## Działalność pozasportowa

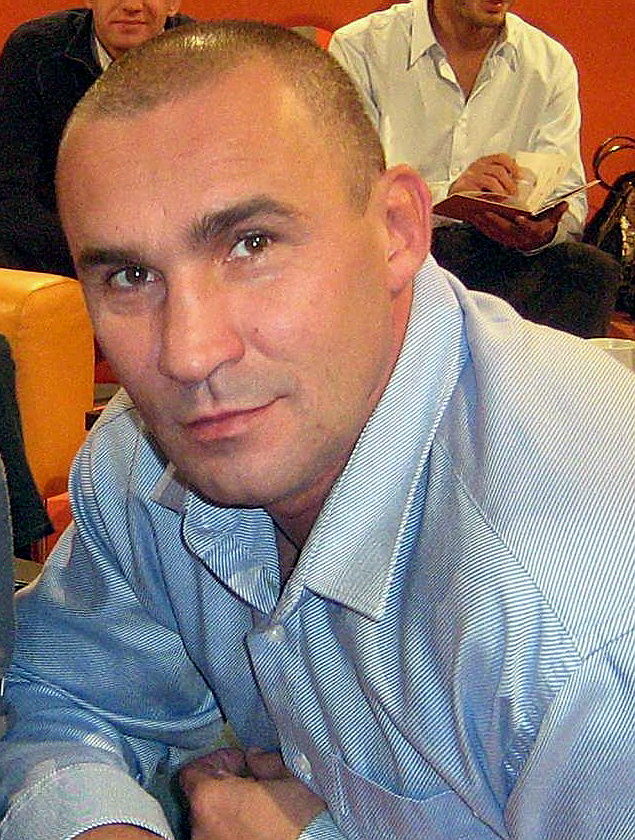
Przemysław Saleta, 2008

Zajmuje się komentowaniem wydarzeń sportowych w polskich stacjach telewizyjnych i radiowych. W latach 1997–2000 był związany ze stacją RTL7, w latach 2000–2003 – ze stacją Polsat Sport, a od 2003 – ze stacją Eurosport. W lipcu 2020 ponownie został dziennikarzem komentującym na kanałach sportowych Polsatu i w systemie pay per-wiew walki bokserskie oraz różnych innych sztuk walki, m.in.: MMA.
W 1995 zadebiutował jako aktor epizodyczną rolą Komandosa w filmie Młode wilki (1995), zagrał także tę postać w filmie Młode wilki 1.2 (1997). Zagrał także drobne role w filmach: Sztos (1997), Zakochani (2000), Cudzoziemiec (2002) i Skazany na bluesa (2005), Skrzydlate świnie (2010) i Licencja na wychowanie (2011), a także serialach: Klasa na obcasach (1998), Lokatorzy (2002), Rodzinka (2003) Faceci do wzięcia (2007), 39 i pół (2008), Daleko od noszy (2008) i Na dobre i na złe (2008). W 2009 występował w roli Kacpra Sablickiego, byłego boksera i narzeczonego Anny Bilewskiej (Agnieszka Włodarczyk) w serialu Polsatu Pierwsza miłość. W 2012 pojawił się gościnnie w filmie Bokser, który był inspirowany biografią Salety; w rolę boksera wcielił się Szymon Bobrowski.
Od stycznia do listopada 2007 był redaktorem naczelnym polskiego wydania czasopisma „Gentleman’s Magazine”.
Był bohaterem reportażu dokumentalnego Polsat Sport Przemysław Saleta – Historia kariery (2013), uczestnikiem programów rozrywkowych: Gwiazdy tańczą na lodzie (2007), Fort Boyard (2008), Taniec z gwiazdami (2010), Kocham cię, Polsko! (2012), Celebrity Splash! (2015) i Azja Express (2016), jurorem w programie Gwiezdny cyrk (2008) oraz prowadzącym programy: Gadżety Salety (2008) i Wojownicy (2009). Był także gościem programów: Szymon Majewski Show (2007), Kuba Wojewódzki (2008), Anna Dymna – Spotkajmy się (2008), Pasje gwiazd (2009), Misiek Koterski Show (2009), Aleja gwiazd (2011), Dzień z mistrzem (2011), As wywiadu (2012) i Kulisy sportu (2013).
W 2019 włączył się w akcję społeczną Fundacja Faktu i serwisu internetowego Plejada.pl „Zdrowie jest męskie”, biorąc udział w sesji zdjęciowej do kalendarza na rok 2020. W 2021 wystąpił w charytatywnej gali bokserskiej Collins Charity Fight Night.

## Życie prywatne
Był dwukrotnie żonaty. Z pierwszą żoną, modelką Ewą Pacułą, ma córkę Nicole. Z drugą żoną, Ewą Byzdrą, ma córkę Nadię. W kwietniu 2008 oświadczył się Ewie Wiertel, jednak w styczniu 2009 zerwali zaręczyny. W latach 2018–2021 był związany z fotomodelką Karoliną Woźniak. Miał brata Aleksandra, który zmarł tragicznie w czerwcu 2022, w wieku 53 lat.
5 grudnia 2007 w warszawskim szpitalu przy ul. Lindleya przeszedł operację usunięcia nerki. Nerka została przeszczepiona jego córce Nicole, która od kilku lat poddawana była dializom. 11 grudnia 2007 wskutek powikłań po zabiegu wystąpiła u niego niewydolność oddechowa i krwotok wewnętrzny. Konieczna była operacja. Jednym z podejrzeń była zatorowość płucna. Prawdopodobną przyczyną problemów była uogólniona reakcja organizmu na powstały stan zapalny (sepsa). 13 grudnia 2007 został wybudzony ze śpiączki farmakologicznej. 17 grudnia 2007 stan Salety poprawił się na tyle, że pozwolono mu samodzielnie wstać z łóżka. 18 grudnia 2007 wieczorem opuścił szpital i święta spędził w domu.
Został członkiem honorowego komitetu poparcia Bronisława Komorowskiego przed wyborami prezydenckimi w Polsce w 2015. W 2016 opublikował list, w którym stwierdził, że „za rządów PiS atmosfera zrobiła się duszna”, dlatego wyjechał z kraju.
Biegle posługuje się językiem angielskim, ponadto komunikuje się w językach rosyjskim i niemieckim.

## Osiągnięcia

### Kick-boxing
- mistrzostwo świata ISKA, WAKO (1990),
- mistrzostwo Europy ISKA, WAKO (1990),
- mistrzostwo Polski.

### Boks
- mistrzostwo interkontynentalne WBC (1994), IBO (1999),
- mistrzostwo Europy EBU (2002),
- mistrzostwo Polski (2001).

## Lista walk w boksie

### Zawodowe[1]
| Wynik     | Bilans | Przeciwnik          | Rozstrzygnięcie | Runda | Data       | Miejsce             | Uwagi                                                  |
| --------- | ------ | ------------------- | --------------- | ----- | ---------- | ------------------- | ------------------------------------------------------ |
| Przegrana | 44-8   | Tomasz Adamek       | RTD             | 5     | 26.09.2015 | Łódź                |                                                        |
| Wygrana   | 44-7   | Andrzej Gołota      | TKO             | 6     | 23.02.2013 | Gdańsk              |                                                        |
| Wygrana   | 43-7   | Ed Perry            | UD              | 6     | 17.02.2006 | Reading             |                                                        |
| Przegrana | 42-7   | Oliver McCall       | TKO             | 4     | 13.08.2005 | Chicago             |                                                        |
| Wygrana   | 42-6   | Raman Sukhaterin    | UD              | 6     | 29.04.2005 | Świebodzice         |                                                        |
| Przegrana | 41-6   | Luan Krasniqi       | TKO             | 1     | 26.04.2003 | Schwerin            |                                                        |
| Przegrana | 41-5   | Sinan Şamil Sam     | TKO             | 7     | 12.10.2002 | Schwerin            | Stracił tytuł mistrza Europy w wadze ciężkiej.         |
| Wygrana   | 41-4   | Luan Krasniqi       | TKO             | 9     | 20.07.2002 | Dortmund            | Zdobył tytuł mistrza Europy w wadze ciężkiej.          |
| Wygrana   | 40-4   | Mihail Bekish       | UD              | 6     | 23.02.2002 | Włocławek           |                                                        |
| Wygrana   | 39-4   | Oleksandr Myleiko   | UD              | 6     | 24.11.2001 | Łódź                |                                                        |
| Wygrana   | 38-4   | Ratko Draskovic     | UD              | 10    | 26.05.2001 | Warszawa            | Zdobył tytuł Polski w wadze ciężkiej.                  |
| Wygrana   | 37-4   | Yuriy Yelistratov   | UD              | 6     | 26.06.1999 | Jaworzno            |                                                        |
| Wygrana   | 36-4   | Jozef Balogh        | TKO             | 1     | 24.02.2001 | Nowy Sącz           |                                                        |
| Wygrana   | 35-4   | Biko Botowamungu    | UD              | 8     | 03.02.2001 | Warszawa            |                                                        |
| Przegrana | 34-4   | Fred Westgeest      | TKO             | 6     | 18.09.1999 | Gdańsk              | Stracił interkontynentalny tytuł IBO w wadze ciężkiej. |
| Wygrana   | 34-3   | Rodolfo Marin       | KO              | 2     | 26.06.1999 | Wrocław             |                                                        |
| Wygrana   | 33-3   | Asmir Vojnovic      | TKO             | 10    | 17.04.1999 | Warszawa            | Zdobył interkontynentalny tytuł IBO w wadze ciężkiej.  |
| Wygrana   | 32-3   | Antoine Palatis     | TKO             | 6     | 12.12.1998 | Frankfurt nad Menem |                                                        |
| Wygrana   | 31-3   | Gilberto Williamson | PTS             | 8     | 19.09.1998 | Oberhausen          |                                                        |
| Wygrana   | 30-3   | Lorenzo Boyd        | TKO             | 4     | 16.05.1998 | Poznań              |                                                        |
| Wygrana   | 29-3   | Ferenc Deák         | TKO             | 1     | 20.03.1998 | Frankfurt nad Menem |                                                        |
| Wygrana   | 28-3   | Wesley Martin       | PTS             | 8     | 06.12.1997 | Offenbach am Main   |                                                        |
| Wygrana   | 27-3   | Mike Robinson       | PTS             | 8     | 13.06.1997 | Oberhausen          |                                                        |
| Wygrana   | 26-3   | Yuriy Yelistratov   | PTS             | 8     | 10.05.1997 | Frankfurt nad Menem |                                                        |
| Przegrana | 25-3   | Željko Mavrović     | KO              | 1     | 09.12.1995 | Stuttgart           | O tytuł mistrza Europy w wadze ciężkiej.               |
| Wygrana   | 25-2   | Bradley Rone        | PTS             | 8     | 26.08.1995 | Chicago             |                                                        |
| Wygrana   | 24-2   | Lajos Eros          | PTS             | 8     | 27.05.1995 | Kilonia             |                                                        |
| Wygrana   | 23-2   | Willie Jake         | PTS             | 8     | 28.02.1995 | Indianapolis        |                                                        |
| Wygrana   | 22-2   | George O’Mara       | TKO             | 2     | 10.12.1994 | Los Angeles         |                                                        |
| Wygrana   | 21-2   | Brian LaSpada       | PTS             | 8     | 05.11.1994 | Stateline           |                                                        |
| Przegrana | 20-2   | John McClain        | TKO             | 1     | 27.08.1994 | Bushkill            |                                                        |
| Wygrana   | 20-1   | Terry Dixon         | PTS             | 8     | 03.08.1994 | Bristol             |                                                        |
| Wygrana   | 19-1   | Carl Williams       | PTS             | 10    | 28.04.1994 | Tulsa               |                                                        |
| Wygrana   | 18-1   | Dennis Andries      | UD              | 12    | 23.03.1994 | Cardiff             | Zdobył tytuł WBC International w wadze cruiser.        |
| Wygrana   | 17-1   | Lopez McGee         | TKO             | 4     | 03.03.1994 | Hammond             |                                                        |
| Wygrana   | 16-1   | James Wilder        | KO              | 8     | 29.01.1994 | Bismarck            |                                                        |
| Wygrana   | 15-1   | Grady Smith         | UD              | 12    | 03.12.1993 | Orlando             | Obronił tytuł mistrza stanu Floryda w wadze cruisher.  |
| Wygrana   | 14-1   | Guy Sonnenberg      | TKO             | 6     | 22.10.1993 | Orlando             | Obronił tytuł mistrza stanu Floryda w wadze cruisher.  |
| Wygrana   | 13-1   | Eddie Curry         | KO              | 4     | 24.09.1993 | Gulf Shores         |                                                        |
| Wygrana   | 12-1   | Jimmy Bills         | PTS             | 8     | 04.09.1993 | Las Vegas           |                                                        |
| Wygrana   | 11-1   | Tim Richards        | KO              | 4     | 11.08.1993 | South Bend          |                                                        |
| Wygrana   | 10-1   | Dale Jackson        | TKO             | 4     | 24.07.1993 | Atlantic City       |                                                        |
| Wygrana   | 9-1    | David McCluskey     | TKO             | 5     | 30.04.1993 | Orange Beach        |                                                        |
| Wygrana   | 8-1    | Cordwell Hylton     | TKO             | 4     | 22.10.1992 | Londyn              |                                                        |
| Wygrana   | 7-1    | Ernest Simmons      | UD              | 12    | 23.06.1992 | Tallahassee         | Zdobył zwakowany tytuł stanu Floryda w wadze cruisher. |
| Wygrana   | 6-1    | Jose Pedro Riveron  | KO              | 2     | 13.06.1992 | Miami               |                                                        |
| Wygrana   | 5-1    | Fred Adams          | SD              | 6     | 10.04.1992 | St. Petersburg      |                                                        |
| Wygrana   | 4-1    | Isaiah Slaughter    | KO              | 4     | 27.03.1992 | Tampa               |                                                        |
| Przegrana | 3-1    | Tim Martin          | KO              | 5     | 20.02.1992 | Rosemont            |                                                        |
| Wygrana   | 3-0    | Anthony Abrams      | TKO             | 5     | 25.01.1992 | Tampa               |                                                        |
| Wygrana   | 2-0    | Ian Bulloch         | TKO             | 8     | 13.10.1991 | Warszawa            |                                                        |
| Wygrana   | 1-0    | Steve Paolilli      | KO              | 1     | 29.07.1991 | Pensacola           | Debiut w zawodowym boksie                              |

### Walka pokazowa[33]
| Wynik     | Bilans | Przeciwnik       | Rozstrzygnięcie | Runda | Czas | Rozgrywki                   | Data       | Miejsce  | Uwagi |
| --------- | ------ | ---------------- | --------------- | ----- | ---- | --------------------------- | ---------- | -------- | ----- |
| Przegrana | 0-1    | Albert Sosnowski | Decyzja         | 3     | 3:00 | Collins Charity Fight Night | 02.06.2021 | Warszawa |       |

## Lista walk w MMA
| Wynik     | Bilans | Przeciwnik (bilans przed walką) | Rozstrzygnięcie                    | Runda | Czas | Rozgrywki          | Data       | Miejsce  |
| --------- | ------ | ------------------------------- | ---------------------------------- | ----- | ---- | ------------------ | ---------- | -------- |
| Wygrana   | 1-1    | Marcin Najman (0-1)             | Poddanie (duszenie przedramieniem) | 1     | 3:14 | KSW 14: Dzień Sądu | 18.09.2010 | Łódź     |
| Przegrana | 0-1    | Martin Malchasjan (27-9-1)      | Poddanie (duszenie zza pleców)     | 1     | 2:43 | KSW 7              | 02.06.2007 | Warszawa |

## Lista walk w kick-boxingu
| Wynik   | Bilans | Przeciwnik (bilans przed walką) | Rozstrzygnięcie       | Runda | Czas | Rozgrywki                         | Data       | Miejsce   |
| ------- | ------ | ------------------------------- | --------------------- | ----- | ---- | --------------------------------- | ---------- | --------- |
| Wygrana | 2-0    | Marcin Najman (0-0)             | TKO (kontuzja nogi)   | 1     | 0:58 | MMA Attack 1                      | 05.11.2011 | Warszawa  |
| Wygrana | 1-0    | Marcin Różalski (4-2)           | Decyzja (jednogłośna) | 12    | 5:00 | 25. GBZ – Boxing Europe & Glormax | 27.02.2005 | Wrocławek |

## Filmografia
- 1997: Młode wilki 1.2 jako „Komandos”
- 1997: Sztos – obsada aktorska jako „Gruchy”, gracz w kasynie
- 1998: Klasa na obcasach jako Costello
- 2000: Zakochani jako Lipski, mąż Rudzi
- 2002: Lokatorzy jako Emil, chłopak Zuzi
- 2002: Cudzoziemiec (The Foreigner) jako strażnik w rezydencji Van Akenów
- 2003: Rodzinka jako pan Przemek, pacjent Leszczyńskiego (odc.7)
- 2004–2009: Pierwsza miłość jako Kacper „Rzeźnik” Sablicki, były bokser wagi ciężkiej, przyjaciel, a potem narzeczony i niedoszły mąż Anny Bilewskiej
- 2005: Skazany na bluesa jako ochroniarz Grubera
- 2007: Faceci do wzięcia – obsada aktorska (odc. 51)
- 2008: 39 i pół jako on sam (odc. 12)
- 2008: Daleko od noszy jako Artur, ochroniarz doktora Kidlera (odc. 156 „Kidler pod ochroną”)
- 2008: Na dobre i na złe jako gwiazdor (odc. 327)
- 2009: 39 i pół – obsada aktorska (odc 15 w roli samego siebie)
- 2010: Skrzydlate świnie jako ochroniarz
- 2011: Licencja na wychowanie jako trener boksu
- 2011: Bokser – obsada aktorska (gościnnie)
- od 2020: Gliniarze – Artur Król, informator działający pod przykrywką gangstera
- od 2023: Na sygnale jako Serdel